# Cristian Alberto González Peret
Cristian Alberto González, més conegut com a Kily González (Rosario, 4 d'agost de 1974) és un futbolista argentí, que ocupa la posició de migcampista esquerre.

## Trajectòria
Es va iniciar a les files del Rosario Central argentí, on va debutar el 1993. Dos anys després, passa al Boca Juniors, on qualla una bona temporada que crida l'atenció del continent europeu. D'aquesta manera, la 96/97 arriba al Reial Saragossa, de la lliga espanyola, on seria titular els tres anys que hi militaria a l'esquadra aragonesa.
El 1999 fitxa pel València CF, on gaudiria del seu millor moment esportiu. A Mestalla hi va guanyar dues lligues i va jugar dues finals de la Champions League. El 2001 va ser inclòs en l'equip ideal de la UEFA. L'any 2003 deixa València i marxa a l'Inter de Milà, que era entrenat per Héctor Cúper, qui havia estat tècnic al club valencià. Amb l'Inter, Kily González guanya l'Scudetto i la Copa de la temporada 05/06.
Des del 2006 ha retornat al club dels seus inicis, el Rosario Central, on va jugar fins al juliol de 2009, quan va fitxar per San Lorenzo de Almagro per uns dos-cents mil euros.

## Selecció
Kily González va disputar 56 partits internacionals amb la selecció de futbol de l'Argentina, i va marcar deu gols. Va formar part del combinat del seu país que va acudir al Mundial del 2002. També hi va participar en les edicions de 1999 i 2004 de la Copa Amèrica. A més a més, amb la selecció olímpica hi va guanyar la medalla d'or als Jocs Olímpics d'Atenes de 2004.